# Кузина Бетта (фильм)
«Кузина Бетта» (англ. Cousin Bette) — экранизация одноимённого романа Оноре де Бальзака.

## Сюжет
Всю жизнь Бетта ненавидела свою двоюродную сестру Аделину — за её красоту, любовь окружающих, удачно сложившуюся жизнь. Аделина блистала в высшем свете — Бетта зарабатывала себе на жизнь шитьём, Аделина вышла замуж по любви и стала баронессой Юло — Бетта осталась старой девой. Даже смерть кузины не смягчили Бетту, зависть теперь уже к зятю и племянникам продолжали разъедать её изнутри. Однако счастье, казалось, улыбнулось и одинокой швее — она встречает бедного скульптора Венсислава, привязывается к юноше и отдаёт ему всю свою душевную теплоту и нерастраченную любовь. Но и тут Бетту ждёт удар — Венсислав предпочитает ей прекрасную Гортензию, дочь ненавистной Аделины. Тогда все годами сдерживаемые чувства, вся желчь и ненависть, наконец, вырываются наружу, и Бетта начинает мстить.

## В ролях
| Актёр              | Роль               |
| ------------------ | ------------------ |
| Джессика Лэнг      | кузина Бетта       |
| Элизабет Шу        | Дженни Кадин       |
| Боб Хоскинс        | Сезар Кревель      |
| Хью Лори           | Гектор Юло         |
| Аден Янг           | Венсислав Стейнбок |
| Келли Макдоналд    | Гортензия Юло      |
| Тоби Стивенс       | Викторин Юло       |
| Джеральдина Чаплин | Аделина Юло        |
| Лора Фрейзер       | Мариэтта           |